# Jesús Castro (football)
Jesús Castro était un footballeur mexicain qui jouait évoluait en tant que milieu de terrain.

## Biographie
Il est surtout connu pour avoir été un des 17 joueurs qui participèrent à la coupe du monde 1930 en Uruguay, emmenés par le sélectionneur mexicain Juan Luque de Serralonga.
Le Mexique ne passe pas le 1er tour et ne joue que trois matchs, contre la France (premier match de l'histoire de la coupe du monde), le Chili et l'Argentine.